# أفراهام توليدانو
أفراهام توليدانو (بالعبرية: אברהם טולדנו‏) هو حاخام وسياسي إسرائيلي. كان Mashgiach ruchani من Yeshivat Haraayon Hayehudi ، وكان رقم أربعة في قائمة Kach Kachet في عام 1988. وكان لفترة وجيزة زعيم Kach بعد مقتل الحاخام مئير كاهانا ، وقبل أن يتولى باروخ مارزل.

## سيرة شخصية
ولد الحاخام توليدانو في المغرب وتلقى تعليمه في فرنسا. لديه حزام أسود في الجودو، ويعيش في مستوطنة كريات أربع.